# Iassus chilensis
Iassus chilensis är en insektsart som beskrevs av Maximilian Spinola 1852. Iassus chilensis ingår i släktet Iassus och familjen dvärgstritar. Inga underarter finns listade i Catalogue of Life.